# Nadeschda Adolfowna Joffe
Nadeschda Adolfowna Joffe (russisch Надежда Адольфовна Иоффе, wiss. Transliteration Nadežda Adol'fovna Ioffe; auch: Nadezhda Joffe; geboren 1906; gestorben 18. März 1999) war eine sowjetische Trotzkistin und Tochter des frühen bolschewistischen Politikers Adolf Joffe (1883–1927).

## Biografie
Nadeschda Joffe lernte bereits als Kind die führenden Marxisten Russlands und Deutschlands kennen. Sie schloss sich der trotzkistischen Linken Opposition innerhalb der Kommunistischen Partei der Sowjetunion kurz nach ihrer Gründung im Jahr 1923 an und wurde 1929 erstmals aus Moskau verbannt. Sie wurde zu Beginn der Großen Säuberung im Jahr 1936 erneut verhaftet und in das Arbeitslager von Kolyma in Sibirien geschickt. Dort wurde 1938 ihr erster Ehemann, der Trotzkist Pawel Kossakowski, getötet. Nach Stalins Tod im Jahr 1953 wurde Joffes Urteil aufgehoben und sie kehrte 1956 nach Moskau zurück. Sie schrieb in den Jahren 1971–1972 ein Buch mit Erinnerungen (Rückblende : Mein Leben. Mein Schicksal. Meine Epoche), das zum ersten Mal 1992, nach Auflösung der Sowjetunion, in Moskau veröffentlicht wurde. Ihre Familie wanderte am Ende ihres Lebens in die Vereinigten Staaten aus und ließ sich in Brooklyn in New York nieder. Ihre letzten Lebensjahre widmete sie der Arbeit an der Biographie ihres Vaters und seiner Briefe.
Sie ist auf dem Nowodewitschi-Friedhof in Moskau begraben.